# Bungo Kaidō
Pour les articles homonymes, voir Bungo.

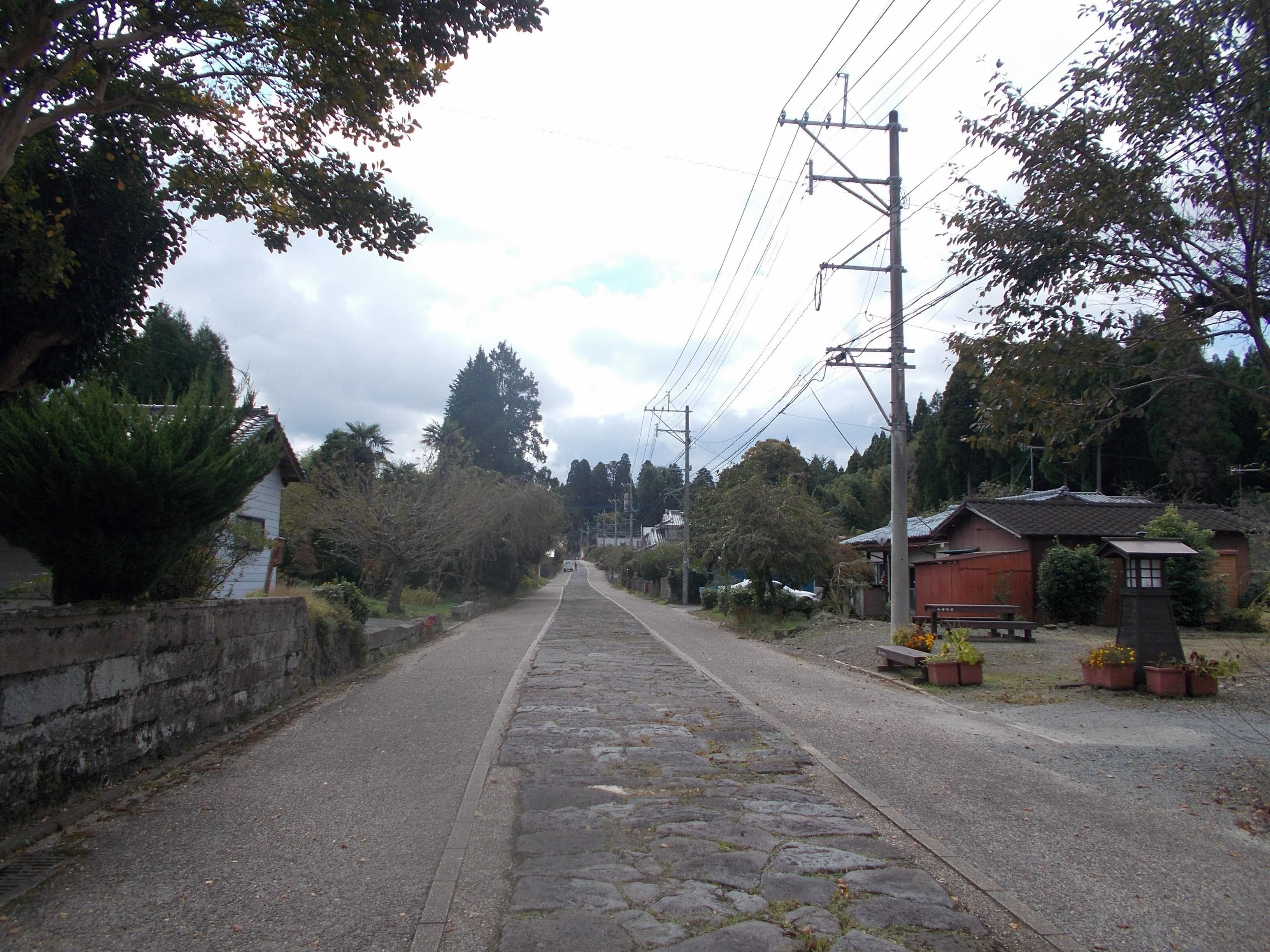
Le Bungo Kaidō traverse Imaichi-shuku.

Le Bungo Kaidō (豊後街道) est une kaidō (route) construite à l'époque d'Edo de l'histoire du Japon. Elle commence à Kumamoto dans la province de Higo (actuelle préfecture de Kumamoto) et se déroule vers Ōita dans la province de Bungo (moderne préfecture d'Ōita). Il y a six shukuba (stations de poste) le long de la route reliant les deux villes.
La route historique est à présent recouverte par les routes nationales 57 et 442 ainsi que par la route préfectorale de Kumamoto 110, 337 et 339.

## Histoire
Le Bungo Kaidō a été établi en 1601 par Katō Kiyomasa ; il constituait un lien important entre la ville fortifiée de Kumamoto et la région de Tsurusaki, dans la province de Bungo, dans l'actuelle préfecture d'Ōita. Après que Toyotomi Hideyoshi a unifié le pays et Kiyomasa est entré dans la province de Higo pour diriger la province, il a parcouru par la route pour se rendre au port de Tsurusaki. Puis il est arrivé à Osaka par la mer intérieure de Seto et s'est dirigé vers Edo à pied. Au début de la période Edo, les voyages le long de cette route étaient essentiellement le fait du domaine de Kumamoto se rendant à Edo pour participer au sankin kōtai.

## Routes secondaires
En plus du trajet habituel pour se rendre de Edo (Tokyo moderne) dans la province de Higo, il y avait aussi beaucoup de routes qui provenaient du Bungo Kaidō. Une de ces routes secondaires était le Hyūga ōkan (日向往還), qui reliait la province de Hyūga à Kumamoto. Le terminus du Hyūga ōkan se trouve à Nobeoka dans la moderne préfecture de Miyazaki.

## Stations
Les six shukuba du Bungo Kaidō, telles qu'indiquées en 1705, sont données ci-dessous avec le nom des municipalités modernes. Du côté de la province de Bungo, la route était appelée « Higo Kaidō », mais du côté de la province de Higo, elle était appelée « Bungo Kaidō ».

### Préfecture de Kumamoto

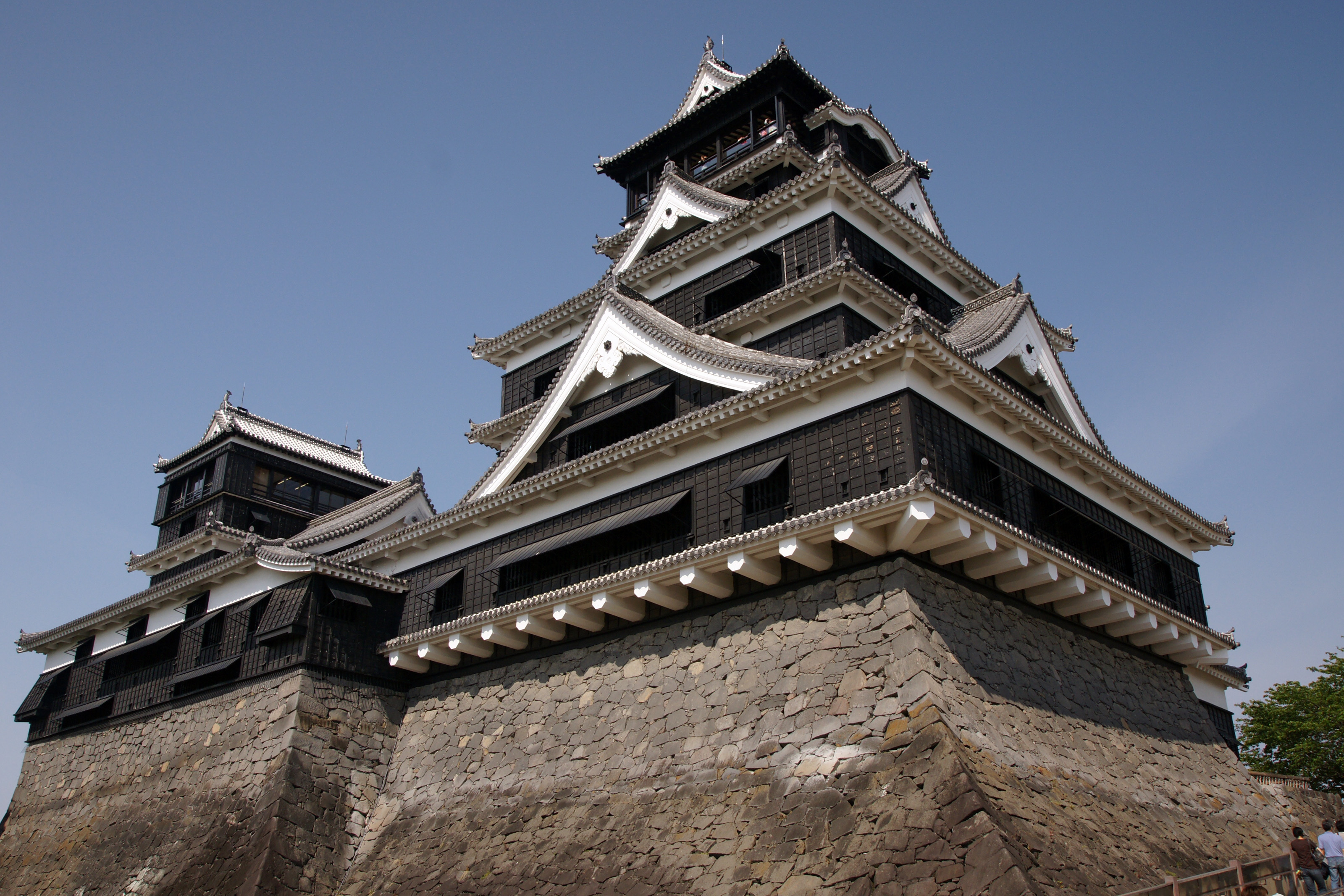
Château de Kumamoto.

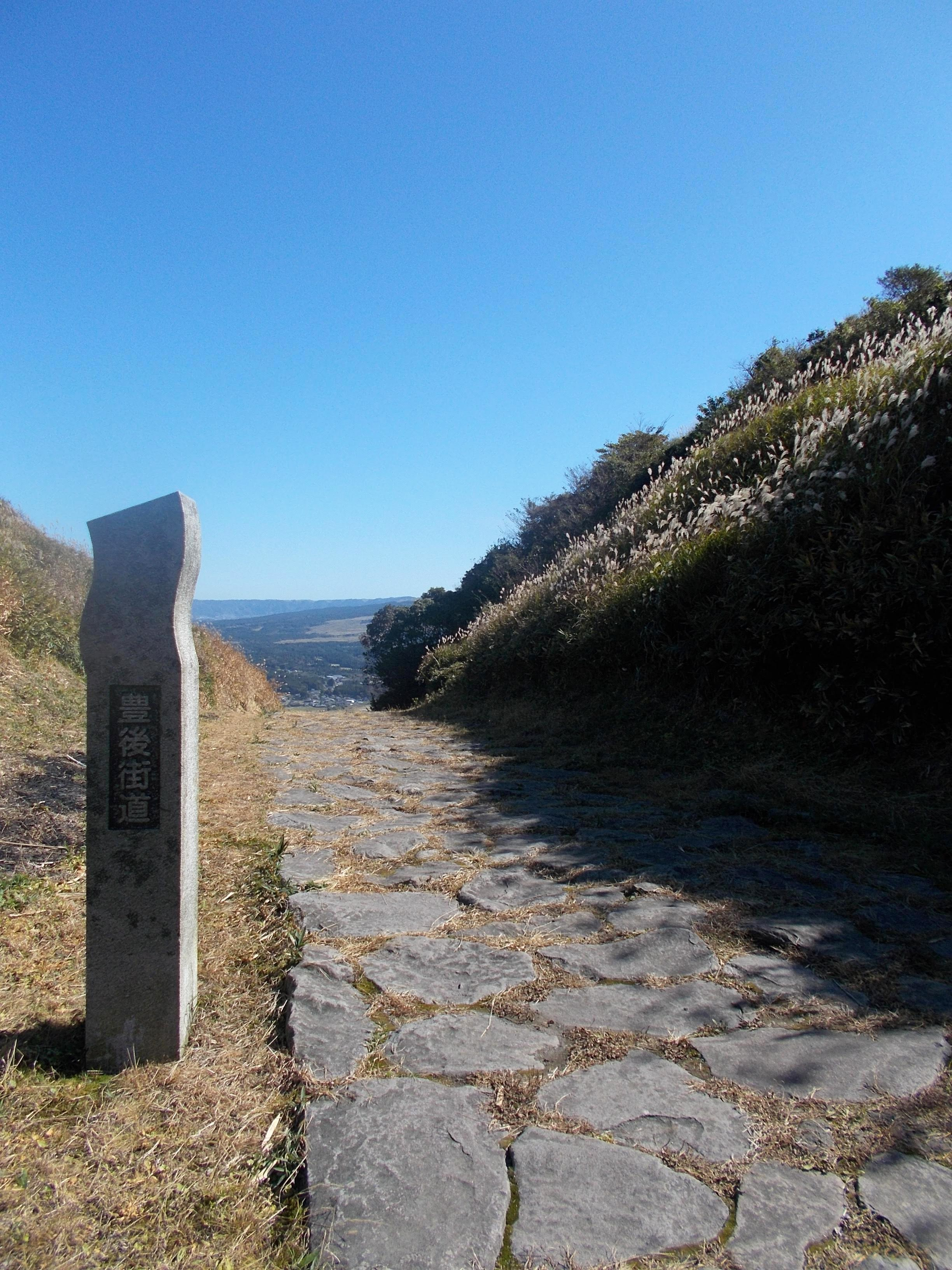
Le Bungo Kaidō à Aso.

Point de départ : château de Kumamoto (熊本城) (Kumamoto)
1. Ōzu-shuku (大津宿) (Ōzu, district de Kikuchi)
2. Uchinomaki-shuku (内牧宿) (Aso)
3. Sakanashi-shuku (坂梨宿) (Aso)

### Préfecture d'Ōita
4. Kujū-shuku (久住宿)  (Taketa)
5. Imaichi-shuku (今市宿)  (Ōita)
6. Notsuharu-shuku (野津原宿) (Ōita)
Point d'arrivée : port de Tsurusaki (鶴崎港) (Ōita)